# Natación en los Juegos Olímpicos de Londres 2012 – Relevo 4 x 200 metros estilo libre femenino
El evento de Relevo 4 x 200 metros estilo libre femenino de natación olímpica en los Juegos Olímpicos de Londres 2012 tuvo lugar el 1 de agosto en el  Centro Acuático de Londres.

## Récords
RM=Récord mundial
RO=Récord olímpico
RN=Récord nacional
Los siguientes récords se establecieron durante la competición:
| Fecha          | Evento | Nombre                                                                                               | Nación               | Tiempo  | RO | RM |
| -------------- | ------ | --- | -------------------- | ------- | -- | -- |
| 1 de agosto de | Final  | Missy Franklin (1:55.96) Dana Vollmer (1:56.02) Shannon Vreeland (1:56.85) Allison Schmitt (1:54.09) | Estados Unidos (USA) | 7:42.92 | RO |    |

## Resultados

### Heats
| Rank | Heat | Línea | Nación                        | Nadadores                                                                                           | Tiempo  | Notas |
| ---- | ---- | ----- | ----------------------------- | --------------------------------------------------------------------------------------------------- | ------- | ----- |
| 1    | 1    | 4     | Australia (AUS)               | Brittany Elmslie () Angie Bainbridge () Jade Neilsen () Blair Evans ()                              | 7:49.44 | Q     |
| 2    | 2    | 4     | Estados Unidos (USA)          | Lauren Perdue (1:58.07) Shannon Vreeland (1:57.04) Alyssa Anderson (1:57.33) Dana Vollmer (1:58.31) | 7:50.75 | Q     |
| 3    | 1    | 5     | Canadá (CAN)                  | Barbara Jardin Samantha Cheverton Amanda Reason Brittany MacLean                                    | 7:50.84 | Q     |
| 4    | 2    | 6     | Italia (ITA)                  | | 7:52.75 | Q     |
| 5    | 1    | 3     | Francia (FRA)                 | | 7:52.88 | Q     |
| 6    | 2    | 5     | República Popular China (CHN) | | 7:53.66 | Q     |
| 7    | 1    | 6     | Reino Unido (GBR)             | | 7:54.31 | Q     |
| 8    | 1    | 2     | Japón (JPN)                   | | 7:54.56 | Q     |
| 9    | 2    | 3     | Hungría (HUN)                 | | 7:54.58 |       |
| 10   | 1    | 1     | España (ESP)                  | | 7:54.59 |       |
| 11   | 2    | 2     | Nueva Zelanda (NZL)           | | 7:55.92 |       |
| 12   | 1    | 7     | Rusia (RUS)                   | | 7:56.50 |       |
| 13   | 2    | 7     | Alemania (GER)                | | 7:58.93 |       |
| 14   | 2    | 1     | Eslovenia (SLO)               | | 8:04.69 |       |
| 15   | 1    | 8     | Ucrania (UKR)                 | | 8:12.67 |       |
| 16   | 2    | 8     | Polonia (POL)                 | | 8:13.76 |       |

### Final
| Rank              | Línea | Nación                        | Nadadores                                                                         | Tiempo  | Notas  |
| ----------------- | ----- | ----------------------------- | --------------------------------------------------------------------------------- | ------- | ------ |
| Medalla de oro    | 5     | Estados Unidos (USA)          | Missy Franklin () Dana Vollmer () Shannon Vreeland () Allison Schmitt ()          | 7:42.92 | RO, RN |
| Medalla de plata  | 4     | Australia (AUS)               | Bronte Barratt () Melanie Schlanger () Kylie Palmer () Alicia Coutts ()           | 7:44.41 |        |
| Medalla de bronce | 2     | Francia (FRA)                 | Camille Muffat () Charlotte Bonnet () Ophélie-Cyrielle Étienne () Coralie Balmy() | 7:47.49 | RN     |
| 4                 | 3     | Canadá (CAN)                  | Barbara Jardin () Samantha Cheverton () Amanda Reason () Brittany Maclean()       | 7:50.65 |        |
| 5                 | 1     | Reino Unido (GBR)             | Caitlin McClatchey () Rebecca Turner () Hannah Miley () Joanne Jackson()          | 7:52.37 |        |
| 6                 | 7     | República Popular China (CHN) | Shija Wang () Ye Shiwen () Liu Jing () Tang Yi ()                                 | 7:53.11 |        |
| 7                 | 6     | Italia (ITA)                  | Alice Mizzau () Alice Nesti () Diletta Carli () Federica Pellegrini ()            | 7:56.30 |        |
| 8                 | 8     | Japón (JPN)                   | Haruka Ueda () Hanae Ito () Yayoi Matsumoto () Aya Takano()                       | 7:56.73 |        |